# Globicuniculus
Globicuniculus es un género de foraminífero planctónico de la familia Catapsydracidae, de la superfamilia Globorotalioidea, del suborden Globigerinina y del orden Globigerinida. Su especie tipo es Globicuniculus mitra. Su rango cronoestratigráfico abarca desde el Piacenziense superior (Plioceno superior) hasta la Gelasiense inferior (Pleistoceno inferior).

## Descripción
Globicuniculus incluye especies con conchas trocoespiraladas, globigeriniforme, de trocospira alta o moderadamente alta; sus cámaras son inicialmente subesféricas y finalmente ovaladas o radialmente alargadas; sus suturas intercamerales son rectas e incididas; su contorno ecuatorial es fuertemente lobulado; su periferia es redondeada; su ombligo es amplio y profundo; su abertura principal es interiomarginal, intraumbilical, con forma de arco asimétrico y rodeada por un labio; pueden presentar una o más aberturas secundarias suplementarias en el lado espiral, regularmente desarrolladas; presentan pared calcítica hialina, macroperforada con poros en copa y superficie reticulada y pustulada, con crestas interporales gruesas y pústulas sobre todo en el área umbilical.

## Discusión
Globicuniculus se considera un sinónimo subjetivo posterior de Globigerinoides, o al menos su especie tipo es generalmente incluida en este género. No obstante, algunos autores lo han considerado un género válido. Además parece representar la culminación de uno de los linajes de Globigerinoides de tipo-B (subquadratus → mitra), el cual ha perdido las espinas de la superficie de la pared de la concha.

## Ecología y paleoecología
Globicuniculus incluye especies con un modo de vida planctónico, de distribución latitudinal tropical-subtropical, preferentemente tropical, y habitantes pelágicos de aguas superficiales e intermedias (medio epipelágico a mesopelágico superior).

## Clasificación
Globicuniculus incluye a las siguientes especies:
- Globicuniculus mitra †